# 敏贡
敏贡（缅甸语委转写： [mɪ́ɰ̃ɡʊ́ɰ̃ mjo̰]），又译民军、明宫、敏宫，位于缅甸實皆省實皆鎮區，伊洛瓦底江西岸，距曼德勒市区11公里。是著名古迹敏贡大佛塔的所在地。

## 历史
贡榜王朝波道帕耶王定都阿玛拉普拉后，为该地赐名敏贡，意为国王行宫。从1790年起，波道帕耶王主持在此修建高150米的巨型佛塔。由于工程浩大，至十五年至二十年时仍未完工，民间又有传言称：占星所示，佛塔竣工之时即是亡国之日。波道帕耶王亦因而下令停工，未完工的佛塔即留存至今。波道帕耶王还下令铸造一口90吨的大钟，就吊鐘而论，在1810年至1839年、1896年至1902年、1942年至2001年三度为世界第一重的可鸣响的鐘。
1816年，波道帕耶王之孙巴基道王在敏贡修建欣毕梅佛塔，以纪念他难产而死的首任王后欣毕梅。
1839年3月23日的阿瓦大地震时，敏贡佛塔受损，塔身的大裂缝至今可见。
如今敏贡有五大名胜的说法，分别是敏贡大佛塔、敏贡钟、佛塔东侧巨型石狮、吉东大湖（已不存）、欣毕梅佛塔。

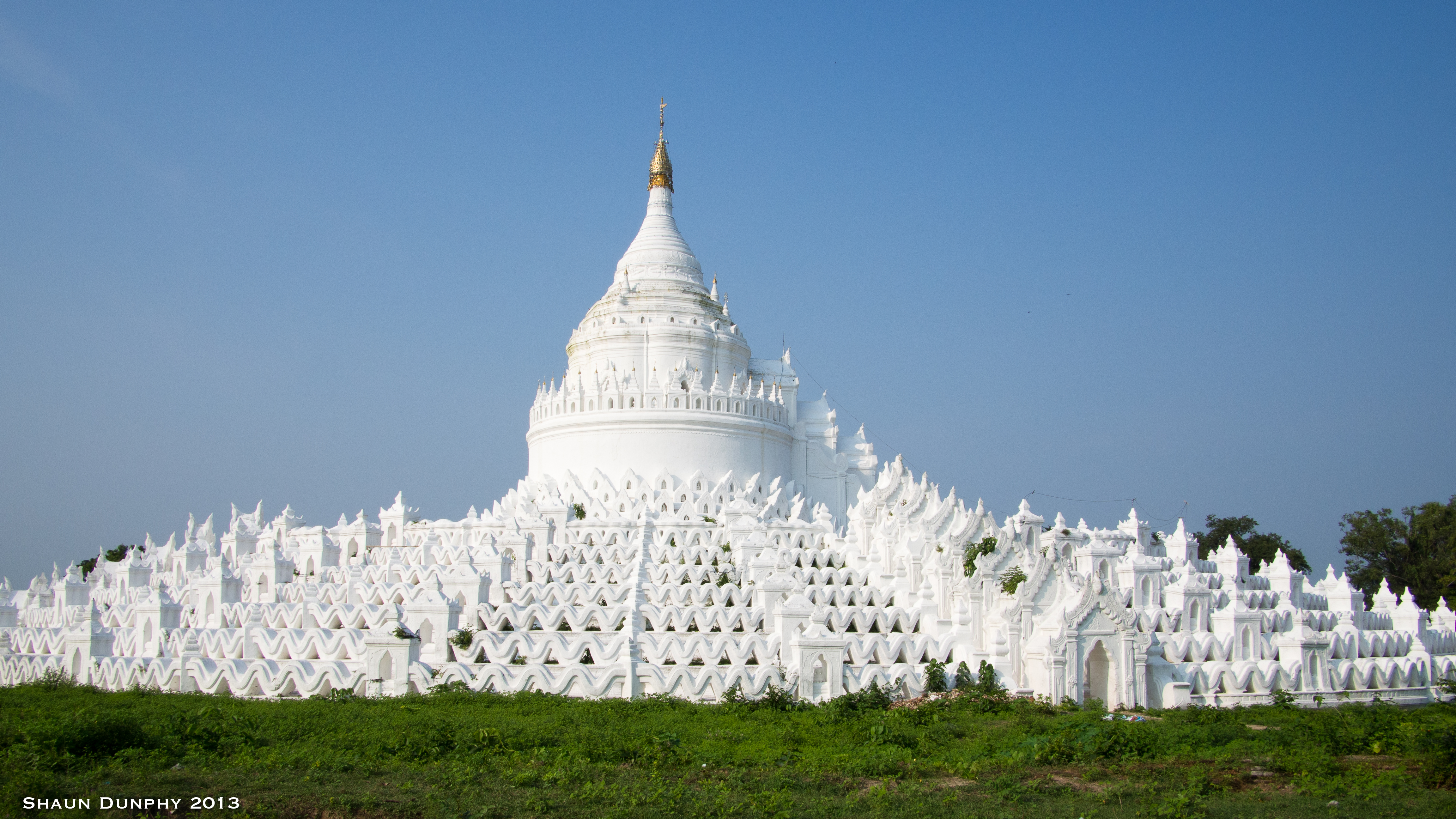
欣毕梅佛塔
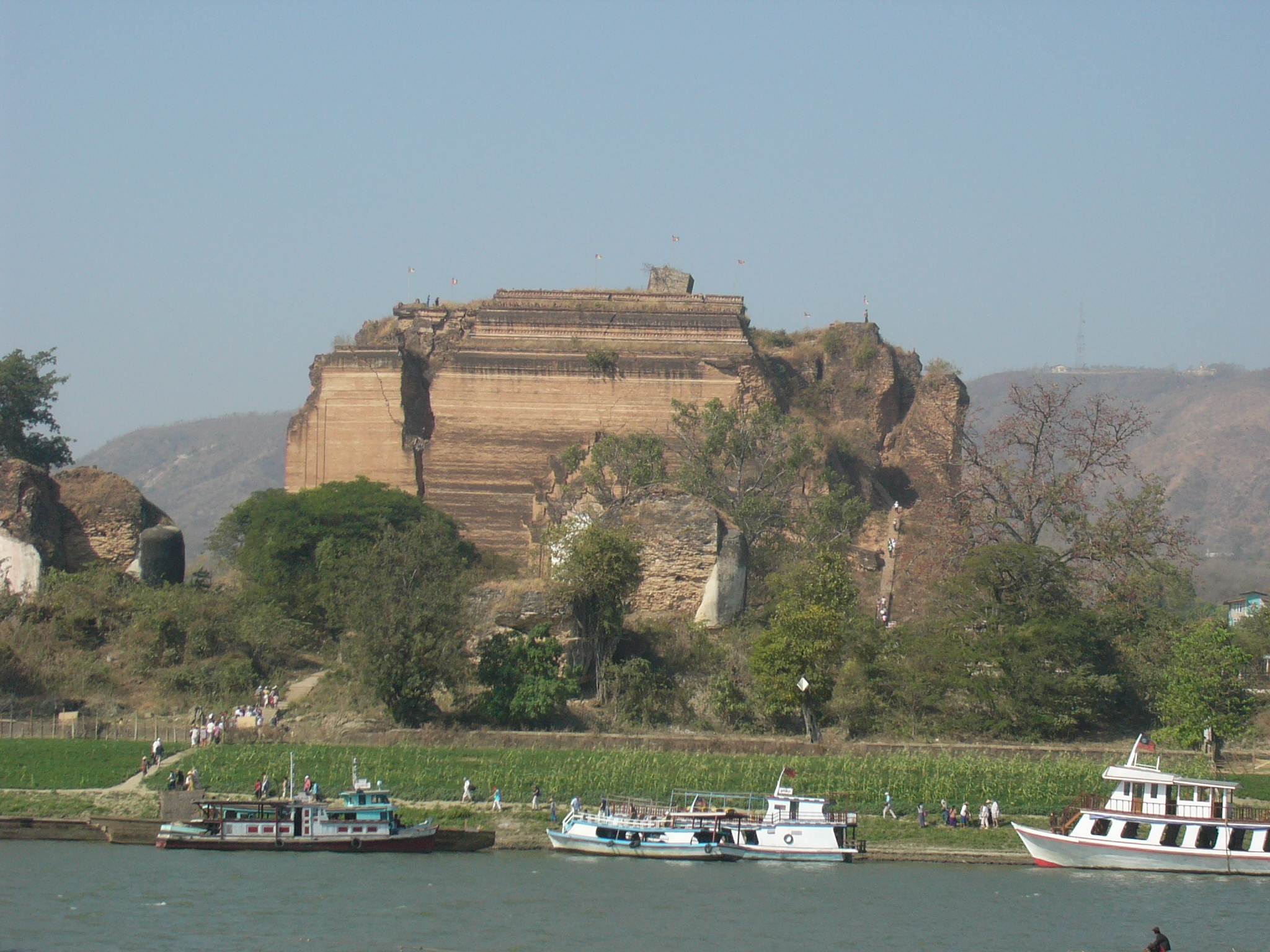
敏贡大佛塔和伊洛瓦底江
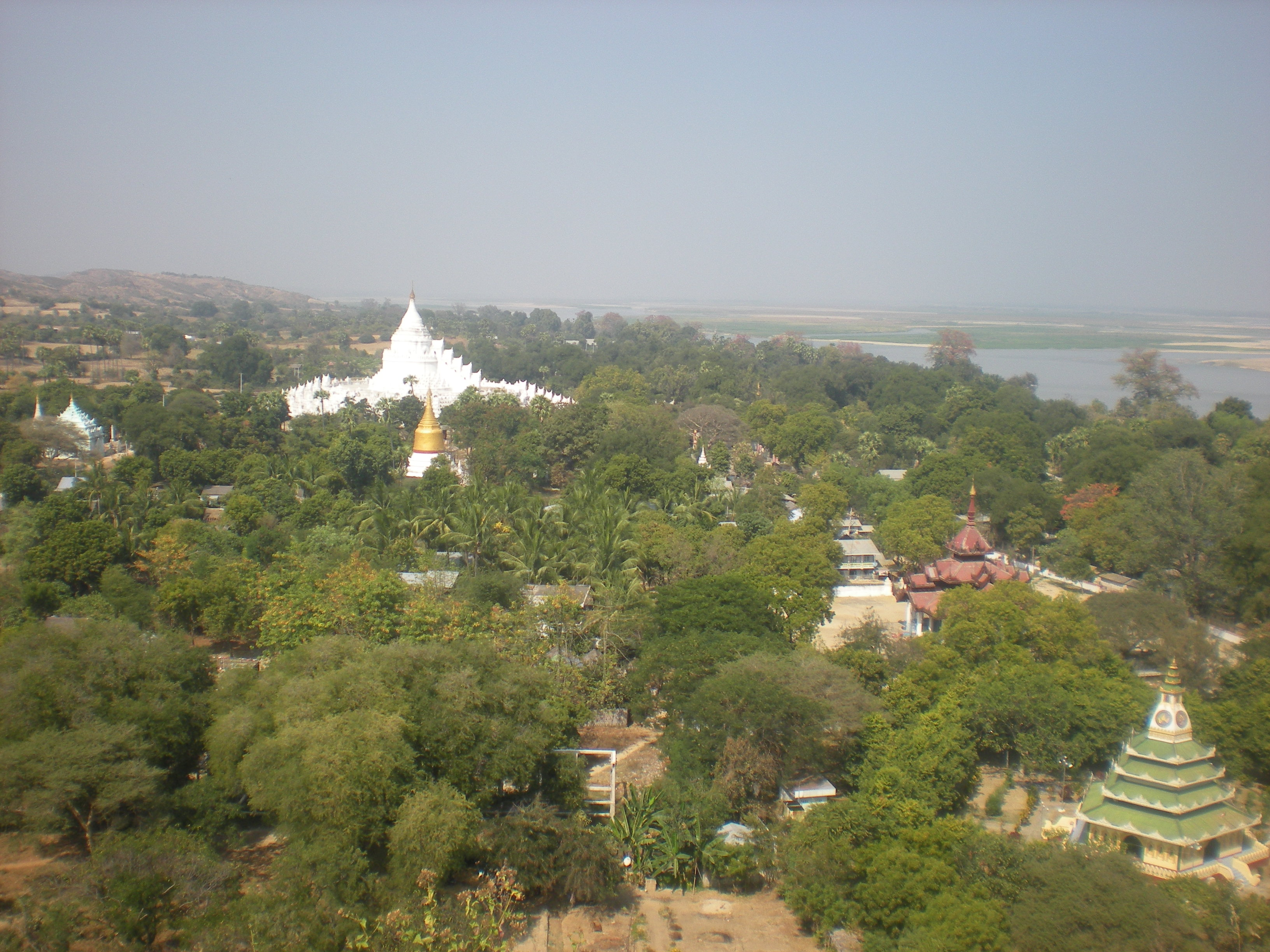
俯瞰敏贡
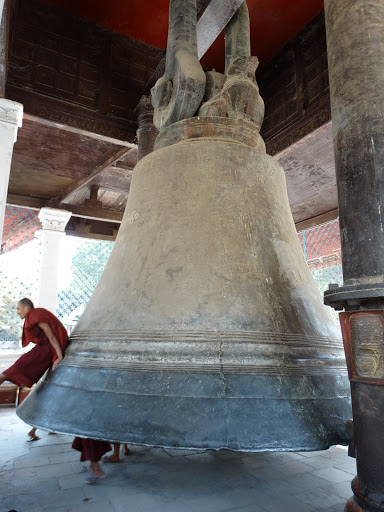
敏贡鐘
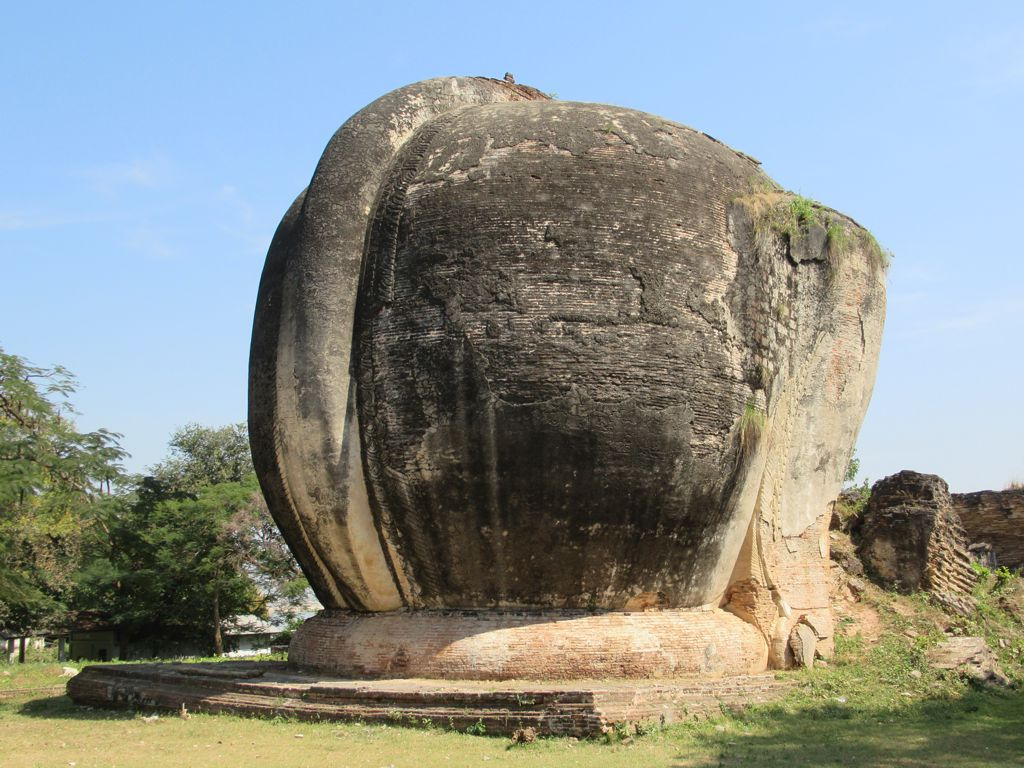
佛塔东侧巨型石狮遗迹
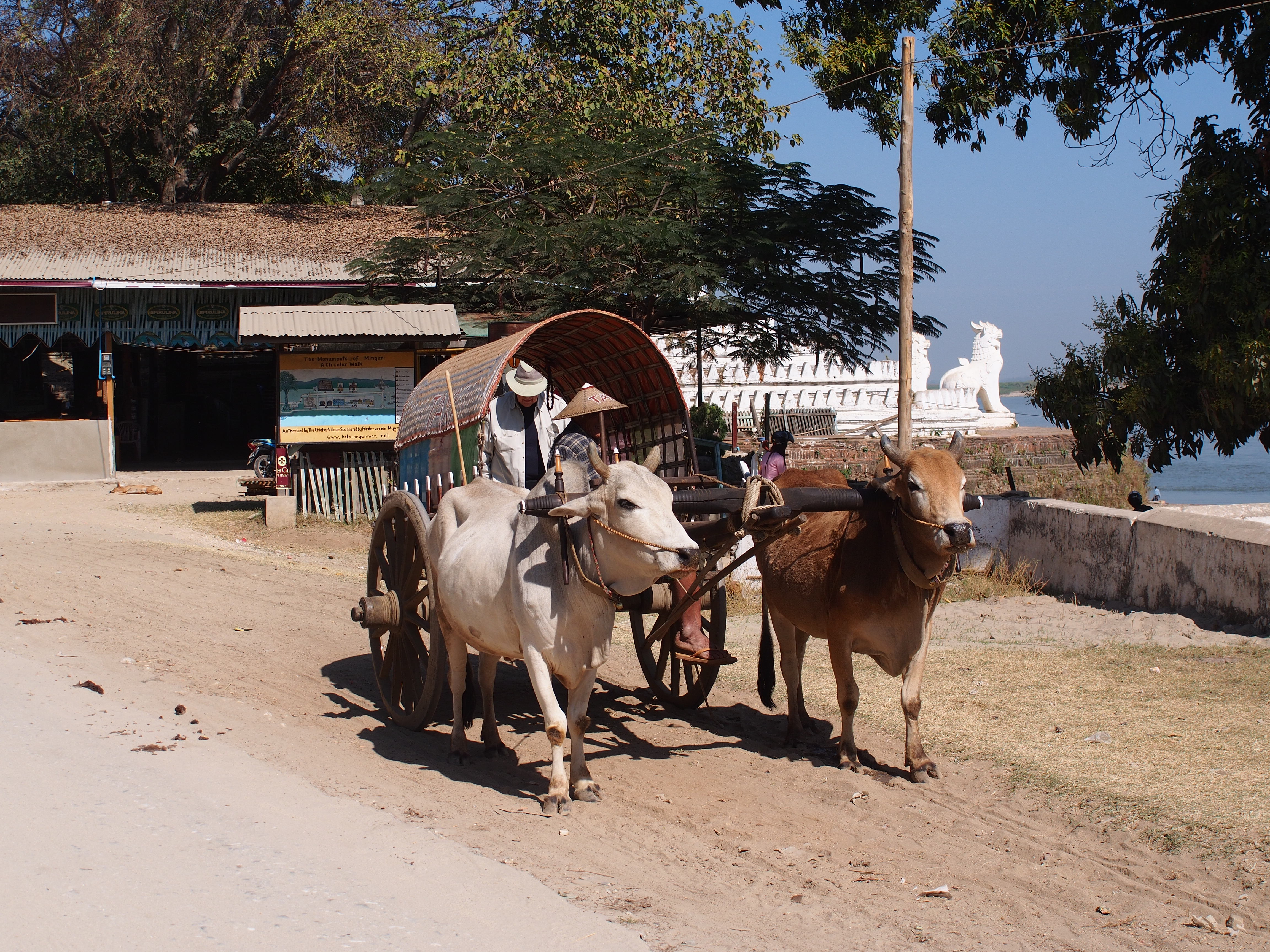
当地人驾驶的牛车出租车